# 中山医学大学
中山医学大学（ちゅうざんいがくだいがく、Chung Shan Medical University）は、台湾台中市にある私立医科大学。大学の略称は中山医大。

## キャンパス
Chung Shan Medical University

## 歴史
- 1960年6月1日　「中山牙科専科学校」として開校
- 1962年5月　「中山医科専科学校」と改称
- 1977年8月　「中山医学院」と改称
- 2001年8月1日　「中山医学大学」と改称

## 組織
| | |
| - 医学部 - 医学教員養成センター - 医学科 - 医学研究所 - 生物化学テクノロジー研究所 - 免疫学研究所 - 医学分子毒理学研究所 - 口腔学部 - 歯学科 - 口腔医学研究所 - 口腔材料科学研究所 - 医学技術学部 - 医学検査バイオテクノロイジー学科 - 物理治療学系科 - 作業療法学科 - 言語治療聴力学科 - 生物医学科学学科 - 視光学科 - 医学影像技術学科 - 心理学科 - 2年制検査技術学科 - 生物医学科学学系修士課程 | - 健康管理学部 - 営養学科 - 公共衛生学科 - 医務管理学科 - 職業安全衛生学科 - 応用科学科 - 健康食事管理学科 - 情報管理学科 - 営養科学研究所 - 医学人文社会学部 - 医学社会事業学科 - 台湾語文学科 - 応用外国言語学科 - 教職養成センター - 体育センター - 看護学部 - 看護学科 - 2年制看護学科 - 看護学科修士課程 - 教養教育センター |

## 姉妹校関係
日本
- 東京医科大学　1984年-
- 日本歯科大学
- 朝日大学
- 甲子園大学
- 川村学園女子大学
- 徳島文理大学
- 目白大学

## 主な出身者
- 柯建銘　立法委員（民主進歩党）
- 張温鷹　前台中市市長
- 詹啓賢　前衛生署長
- 陳其邁　行政院副院長、前高雄市代理市長、民主進歩党副秘書長
- 邱文達　台北医学大学学長